# Véronique Alycia
Véronique Alycia est une actrice, chanteuse et metteuse en scène française, née le 19 juillet 1965, à Paris.
Très active dans le doublage, elle est notamment la voix française régulière de Melissa McCarthy, Sprague Grayden, Jessica Capshaw, Jane Krakowski (30 Rock), Ana Ortiz (Ugly Betty, Devious Maids) ou encore une des voix de Teri Polo et Carrie Preston (True Blood). Elle est aussi la voix du personnage Bianca Castafiore dans le film Les Aventures de Tintin : Le Secret de La Licorne.

## Biographie
À 17 ans, elle suit le cours privé Alexandre Grecq, puis celui de Jean-Laurent Cochet à l'École supérieure d'art dramatique de Paris. Parallèlement, elle fréquente l'École du cirque d'Annie Fratellini durant une dizaine d'années, ainsi que l'École de danse du Marais avec Daniela Ratchman. D'autre part, elle travaille sa voix salle Pleyel (tessiture soprano léger), avant de rejoindre le coach vocal Sarah Sanders en classe de chant de variété.
Active dans le doublage, depuis plus de 30 ans, Véronique Alycia est aussi la voix française de nombreuses comédiennes américaines et autres au cinéma et à la télévision (dont les séries télévisées).
Depuis 2004, elle s'investit également dans la création et la mise en scène de spectacles dont notamment la pièce de théâtre musicale Coquin de Café-concert, (stylisé Coquin d'caf'conc’).
En 2014, elle fait partie de la pièce de théâtre Une chance au lavage.
En 2015, elle joue dans la pièce Tout reste à faire.

## Théâtre
- 1987 : À quoi rêvent les jeunes filles d’Alfred de Musset, sur une mise en scène de Jean-Laurent Cochet
- 1988 : Au pays de Papouasie, sur une mise en scène de Jean-Laurent Cochet au Grand Auditorium des Halles, à Paris
- 1988 : Chantecler d’Edmond Rostand, sur une mise en scène de Philippe Legars à la villa Arnaga, à Cambo-les-Bains
- 1989 : 7 Contes cruels de Villiers de L’Isle-Adam, sur une mise en scène de Gilles Robin au théâtre Marie Stuart, à Paris
- 1990 : Poétique de Catherine Paysan, sur une mise en scène de Jean-Laurent Cochet à la maison de la Poésie, à Paris
- 1990 : En manches de chemise d’Eugène Labiche, sur une mise en scène d’Idriss au café-théâtre du Bec-Fin, à Paris
- 1991 : Fantasio d’Alfred de Musset, sur une mise en scène de Jean Martinez au théâtre Marie Stuart, à Paris
- 1991 : L'Orchestre de Jean Anouilh, sur une mise en scène de Henri Lazarini au café-théâtre du Bec-Fin, à Paris
- 1992 : Feu la mère de Madame de Georges Feydeau
- 1992 : Les Boulingrin de Georges Courteline, au 1er festival de la Cie Quadrille, à Rouen
- 1993 : Le Mariage de Figaro de Beaumarchais, sur une mise en scène de Frédéric Lehoux, à Rouen
- 1994 : Peau de banane et panier de crabes de Philippe Détrie, sur une mise en scène de Raphaëlle Cambrai
- 1995 : La Double Inconstance de Marivaux, sur une mise en scène de Jean-Max Jalin au Festival international d'art lyrique d'Aix-en-Provence
- 1996 : Le Malade imaginaire de Molière, sur une mise en scène de Frédéric Holmeir
- 1997 : Les Lettres de mon moulin d’Alphonse Daudet, sur une mise en scène de Véronique Alycia
- 1998 : Le Jeu de l'amour et du hasard de Marivaux, sur une mise en scène de Jean-Laurent Cochet
- 1999 : Mais n'te promène donc pas toute nue ! de Georges Feydeau, sur une mise en scène de Frédéric Lehoux
- 2000 : Un grand cri d'amour de Josiane Balasko
- 2000 : Chat en poche de Georges Feydeau, sur une mise en scène de Pascale Cavelan
- 2001 : Cuisine et dépendances d’Agnès Jaoui et Jean-Pierre Bacri, sur une mise en scène de Raphaëlle Cambrai
- 2002 : Belle de Jules Supervielle, une comédie musicale de Francis Lalanne, Vincent Grass et Robert Blanchet mise en scène par R. Ribeiro au Comédia, à Paris
- 2002-2003 : Doit-on le dire ? d’Eugène Labiche, sur une mise en scène de Jean-Laurent Cochet
- 2004 : Le Défunt de René de Obaldia, sur une mise en scène de Roberte Jay
- 2004 : La Chatte sur un toit brûlant de Tennessee Williams
- 2005 : Marie qu’a d’ça et le grand Léon de et mise en scène par elle-même
- 2006-2009 et 2011 : Coquin de Café-Concert de et mise en scène par elle-même[5], au Théâtre Essaïon, à Paris
- 2009 : Les Dessous entendus de et mise en scène par elle-même, au théâtre le Guichet Montparnasse, à Paris
- 2009-2011 : Désiré de Sacha Guitry, mise en scène par Serge Lipsyck au théâtre de la Michodière, à Paris (200 représentations, puis en tournée en France, Belgique, Suisse et Italie [140 dates])
- 2013 : La Biaiseuse de chez Paquin de et mise en scène par elle-même
- 2014 : Une Chance au Lavage d'Elias Achkar, en tournée
- 2014 : Le Malade imaginaire de Molière, au théâtre du Roi René au festival d'Avignon
- 2015 : Tout reste à faire de Christine Delaroche et Claudine Barjol, mise en scène par Christine Delaroche et Dominique Viriot, en tournée

## Doublage
Note : Les dates affichées ci-dessous correspondent aux dates de diffusions originales et non aux diffusions des versions doublées en français.

### Cinéma

#### Films
- Melissa McCarthy dans (19 films) :
  - Bébé mode d'emploi (2010) : Dee Dee
  - Mes meilleures amies (2011) : Megan
  - 40 ans : Mode d'emploi (2012) : Catherine
  - Arnaque à la carte (2013) : Diana
  - Les Flingueuses (2013) : détective Shannon Mullins
  - Very Bad Trip 3 (2013) : Cassie
  - Spy (2015) : Susan Cooper
  - The Boss (2016) : Michelle
  - SOS Fantômes (2016) : Dr Abigail « Abby » Yates
  - Agents presque secrets (2016) : Darla McGuckian
  - Carnage chez les Puppets (2018) : Connie Edwards
  - Les Faussaires de Manhattan (2018) : Lee Israel
  - Mère incontrôlable à la fac (2018) : Deanna
  - Les Baronnes (2019) : Kathy Brennan
  - Superintelligence (2020) : Carol Vivian Peters
  - Thunder Force (2021) : Lydia
  - Lilly et l'Oiseau (2021) : Lilly Maynard
  - Thor: Love and Thunder (2022) : l'actrice de théâtre interprétant Hela (caméo)
  - Unfrosted : L'Épopée de la Pop-Tart (2024) : Donna Stankowski

- Jane Krakowski dans :
  - Hudson River Blues (1997) : Diane
  - Go (1999) : Irene
  - Irrésistible Alfie (2004) : Dorie

- Teri Polo dans :
  - Mon beau-père et moi (2001) : Pam Byrnes
  - Mon beau-père, mes parents et moi (2005) : Pam Byrnes
  - Mon beau-père et nous (2010) : Pam Byrnes

- Octavia Spencer dans :
  - Rendez-vous avec une star (2004) : Janine
  - Divergente 2 : L'Insurrection (2015) : Johanna
  - Divergente 3 : Au-delà du mur (2016) : Johanna

- Reese Witherspoon dans :
  - La Revanche d'une blonde (2001) : Elle Wood
  - La Blonde contre-attaque (2003) : Elle Wood

- Jill Scott dans : 
  - Pourquoi je me suis marié ? (2008) : Sheila
  - Pourquoi je me suis marié aussi ? (2010) : Sheila

- Isla Fisher dans :
  - Gatsby le Magnifique (2013) : Myrtle Wilson
  - Les Espions d'à côté (2016) : Karen Gaffney

- 1944[9] : La Paloma : Mme Kaasbohm (Erna Sellmer)
- 1955[10] : La Plume blanche : Appearing Day (Debra Paget)
- 1978[11] : Le Jeu de la mort : Ann Morris (Colleen Camp)
- 1988 : Princess Bride : Bouton d'Or (Robin Wright)
- 1989 : Fatal Games : Heather Duke (Shannen Doherty)
- 1990 : Pretty Woman : Kit De Lucas (Laura San Giacomo)
- 1990 : Total Recall : Mary, une prostituée à trois seins dans le bar martien (Lycia Naff)
- 1992 : Les Hauts de Hurlevent : Isabella Linton (Sophie Ward)
- 1993 : Belle et Dangereuse : Megan (Nicole Eggert)
- 1994 : La Famille Pierrafeu : Betty Laroche (Rosie O'Donnell)
- 1997 : Le Mariage de mon meilleur ami : Amanda « Mandy » Newhouse (Carrie Preston)
- 1999 : Mystery Men : la Boule (Janeane Garofalo)
- 1999 : Belles à mourir : Michelle Johnson (Laurie A. Sinclair)
- 1999 : Candyman 3 : Le Jour des morts : Caroline McKeever (Donna D'Errico)
- 2000 : The Cell : Julia Hickson (Tara Subkoff)
- 2001 : Piège de feu : Beth Hooper (Vanessa Angel)
- 2001 : Ghosts of Mars : Bashira Kincaid (Clea DuVall)
- 2001 : The Anniversary Party : Sophia Gold (Phoebe Cates)
- 2003 : Coup de foudre à Manhattan : Rachel Hoffberg (Amy Sedaris)
- 2004 : Dead and Breakfast : Lisa Belmont (Miranda Bailey)
- 2005 : Garde rapprochée : Evie (Monica Keena)
- 2005 : De l'ombre à la lumière : Mae Braddock (Renée Zellweger)
- 2006 : Friends with Money : Gretchen (Rosy Rosemont)
- 2007 : Gone Baby Gone : Roberta Trett (Trudi Goodman)
- 2008 : Tout... sauf en famille : Courtney (Kristin Chenoweth)
- 2010 : Karaté Kid : Sherry Parker (Taraji P. Henson)
- 2010 : 3096 : Natasha Campush (Antonia Campbell Hughes)
- 2011 : Au cœur de l'amour : Fran Farriss (J. J. Neward)
- 2013 : Blue Jasmine : Ginger (Sally Hawkins)
- 2013 : Dans l'ombre de Mary : Dolly (Melanie Paxson)
- 2014 : Annie : la fausse mère d'Annie qui auditionne (Pernell Walker)
- 2016 : Joyeux Bordel ! : Allison (Vanessa Bayer)
- 2017 : Wonder Woman : Etta Candy (Lucy Davis)
- 2017 : Kingsman : Le Cercle d'or : la guide de la distillerie des Statesman (Samantha Coughlan)
- 2018 : Crazy Rich Asians : Alix Young (Selena Tan (en))
- 2018 : Seconde chance : Joan (Leah Remini)
- 2019 : Jojo Rabbit : Fräulein Rahm (Rebel Wilson)
- 2020 : Holidate : Abby (Jessica Capshaw)
- 2022 : Absolument royal! : Ruth LaMott (Jacque Drew)

#### Films d'animation
- 1988 : Akira : Chiyoko
- 1995 : Babe, le cochon devenu berger : les Souricettes
- 1998 : Batman et Mr. Freeze : Subzero : Veronica Vreeland
- 1998 : Babe 2, le cochon dans la ville : les Souricettes
- 1999 : Le Roi et moi : la première épouse
- 2000 : Chicken Run (édition DVD) : Babs (Babette)
- 2002 : Lilo et Stitch : la serveuse
- 2003 : Hé Arnold !, le film : Stella, la mère d’Arnold
- 2004 : Mulan 2 : La Mission de l'Empereur : Ting Ting
- 2007 : Bienvenue chez les Robinson : Mme Harrington
- 2007 : Bee Movie : Drôle d'abeille : Trudy
- 2007 : Barbie Princesse de l'île merveilleuse : la reine Ariana (chant)
- 2008 : Niko, le petit renne (Niko – Lentäjän poika) : Wilma, la belette
- 2010 : Barbie et le Palais de diamant : Lydia
- 2011 : Les Aventures de Tintin : Le Secret de La Licorne : Bianca Castafiore
- 2012 : Niko, le petit renne 2 : Wilma, la belette
- 2013 : Khumba : Nora
- 2016 : Pornography[12]
- 2017 : Tom et Jerry au pays de Charlie et la chocolaterie : Mrs Gloop
- 2019 : Wonder Woman: Bloodlines : Etta Candy
- 2020 : Pets United : L'union fait la force : Sophie
- 2020 : Soul : un médecin

### Télévision

#### Téléfilms
- Nicole Eggert dans :
  - Alerte à Malibu : Mariage à Hawaï (2003) : Summer Quinn
  - La Voleuse au grand cœur (2008) : Kim First
  - Turbulences en plein vol (2010) : Samantha

- Jessica Capshaw dans :
  - Présomption d'innocence (2005) : Cassie Steward
  - La Colère de Sarah (2010) : Sarah Walsh

- Valerie Bertinelli dans :
  - Des yeux dans la nuit (2007) : Claire Bannion
  - Confessions d'une star (2008) : tante Trudy

- Ulrike Arnold dans :
  - L'Enfant terrible (2012) : Ulrike Petzold
  - Mon mari, un assassin (2013) : Bille Franck

- 1997 : Le Troisième Jumeau : Lieutenant Gambol (Christina Collins)
- 2002 : Plus fort que le silence : Camille Fenton (Shannon Lawson)
- 2003 : Une célibataire à New York : Dana (Kim Schraner)
- 2005 : Trop jeune pour être mère (2005) : Dona Cooper (Jane Krakowski)
- 2008 : Räuberinnen : Brita Freese (Carolin Spiess)
- 2008 : Mon élève, sa mère et moi : Frau Grader (Caroline Dibbern)
- 2009 : Voyage au paradis : Claudi Wagner (Pretra Berndt)
- 2010 : La Digne Héritière : Frau Gerhardt (Sybille J.Shedwill)
- 2011 : Une famille peu ordinaire : Martha Tinsdale (Catherine Disher)
- 2011 : Esprit maternel : Gretchen (Nicole Oliver (en))
- 2012 : 23 Ans d'absence : Joy White jeune (Heather-Claire Nortey) et Joy White adulte (Sherri Shepherd)
- 2012 : Carta a Eva (es) : la marquise de Huétor (Pepa Charro)
- 2012 : Six femmes (en) : M'Lynn Eatenton (Queen Latifah)
- 2012 : L'Amour en 8 leçons : Meredith (April Telek)
- 2013 : Bienvenue à la campagne (de) : Brigitte (Irene Kluger)
- 2015 : Les Secrets de Turkey Hollow : ? (?)

#### Séries télévisées
- Jane Krakowski dans (9 séries) :
  - Ally McBeal (1997-2002) : Elaine Vassal (112 épisodes)
  - Snoops (en) (1999) : Jane Krakowski (épisode 4)
  - Everwood (2002-2003) : Dr Gretchen Trott (saison 1, épisodes 6 et 16)
  - Le Justicier de l'ombre (2004) : Celia Smith (saison 2, épisode 17)
  - New York, unité spéciale (2004) : Emma Spevak (saison 5, épisode 23)
  - 30 Rock (2006-2013) : Jenna Maroney (en) (138 épisodes)
  - Modern Family (2014-2018) : Dr Donna Duncan (3 épisodes)
  - Unbreakable Kimmy Schmidt (2015-2019) : Jacqueline Voorhees (51 épisodes)
  - Dickinson (2019-2021) : Emily Norcross-Dickinson (30 épisodes)

- Sprague Grayden dans (9 séries) :
  - John Doe (2002-2003) : Karen Kawalski (14 épisodes)
  - Preuve à l'appui (2004) : Clarissa Harrison (saison 4, épisode 3)
  - Six Feet Under (2004-2005) : Anita Miller (12 épisodes)
  - Over There (2005) : Terry Ryder (12 épisodes)
  - Jericho (2006-2008) : Heather Lisinski (18 épisodes)
  - Sons of Anarchy (2008) : Donna Winston (saison 1)
  - Three Rivers (2010) : Gwen Richards (épisode 11)
  - Major Crimes (2012) : Laura Elkins (saison 1, épisode 9)
  - FBI : Duo très spécial (2012-2013) : Ellen Parker jeune (saison 4, épisodes 9 et 11)

- Ana Ortiz dans (7 séries) :
  - Ugly Betty (2006-2010) : Hilda Suarez (85 épisodes)
  - American Wives (2008) : Sandy (saison 2, épisode 8)
  - Devious Maids (2013-2016) : Marisol Duarte / Suarez (49 épisodes)
  - Revenge (2013) : Bizzy Preston (saison 3, épisode 7)
  - Murder (2014) : Paula Murphy / Elena Aguilar (saison 1, épisode 3)
  - Whiskey Cavalier (2019) : Dr Susan Sampson (13 épisodes)
  - Love, Victor (2020-2022) : Isabel Salazar (28 épisodes)

- Carrie Preston dans (6 séries) :
  - True Blood (2008-2014) : Arlène Fowler (81 épisodes)
  - The Good Wife (2010-2016) : Elsbeth Tascioni (en) (14 épisodes)
  - New York, unité spéciale (2011) : Bella Zane (saison 13, épisode 8)
  - Happyish (2015) : Debbie (10 épisodes)
  - The Good Fight (2017-2022) : Elsbeth Tascioni (5 épisodes)
  - Elsbeth (depuis 2024) : Elsbeth Tascioni

- Jessica Capshaw dans (5 séries) :
  - The Practice : Donnell et Associés (2002-2004) : Jamie Stringer (44 épisodes)
  - Into the West (2005) : Rachel Wheeler (mini-série)
  - Bones (2006) : Rebecca Stinson (saison 2, épisodes 2 et 5)
  - The L Word (2007) : Nadia Karella (saison 4)
  - Grey's Anatomy (depuis 2009) : Dr Arizona Robbins

- Melissa McCarthy dans :
  - Private Practice (2010) : Lynn McDonald (saison 3, épisode 12)
  - Nine Perfect Strangers (2021) : Frances (mini-série)
  - God's Favorite Idiot (2022) : Amily Luck
  - Only Murders in the Building (2024) : Doreen

- Monica Keena dans :
  - Dawson (1998-1999) : Abby Morgan (14 épisodes)
  - New York, section criminelle  (2005) : Beatrice Onorato Mailer (saison 4, épisode 15)
  - Les Experts (2006) : Madeline (saison 7, épisode 2)

- Kali Rocha dans :
  - Buffy contre les vampires (2002) : Halfrek (6 épisodes)
  - Preuve à l'appui (2003) : Felix Tate (saison 2, épisode 20)

- Paula Marshall dans :
  - Pour le meilleur et pour le pire (2002-2003) : Dr Janine Barber (18 épisodes)
  - Game of Silence (2016) : Courtney, la psychologue (épisode 7)

- Robin Weigert dans :
  - Deadwood (2004-2006) : Calamity Jane (36 épisodes)
  - Numb3rs (2006) : Elaine Tellman (saison 3, épisode 11)
- 1985 : V : Elisabeth Maxwell (Jennifer Cooke)
- 1992 : Flash : Sabrina (Gloria Reuben)
- 1992-1994 : Alerte à Malibu : Roberta « Summer » Quinn (Nicole Eggert)
- 1994-1997 : Urgences : l’infirmière Wendy Goldman (Vanessa Marquez)
- 1996 : Hartley, cœurs à vif : Gemma Withley (Bianca Nacson)
- 1997 : Babylon 5 : Alison Higgins (Diana Morgan)
- 1997 : Babylon 5 : Dr Barbara Tashaki (Joanne Takahashi) (saison 4, épisode 22)
- 1999 : Le Flic de Shangaï : Melanie Georges (Julia Campbell)
- 1999 : The Crow : Cordelia Warren (Suleka Mathew)
- 1999-2000 : Deuxième Chance : Naomi Porter (Kelly Coffield Park (en))
- 1999-2001 : Sydney Fox, l'aventurière : Claudia (Lindy Booth)
- 2000 : Rhona Cameron : Rhona Campbell (Rhona Cameron)
- 2000-2001 : DAG (en) : Ginger Chin (Lauren Tom)
- 2000-2004 : Six Sexy : Jane Christie (Gina Bellman)
- 2001 : Boston Public : Christine Banks (Lindsay Hollister (en)) (saison 1)
- 2001 : Preuve à l’appui : Gail Horton (Susan Walters) (saison 1, épisode 3)
- 2001 : La Vie avant tout : Dr Kayla Thorton (Tamera Mowry)
- 2001 : Buffy contre les vampires : Gronx (Lily Knight) (saison 5, épisodes 20 et 21)
- 2001 : Six Feet Under : Adèle Swanson (Tracy Middendorf) (saison 1, épisode 2)
- 2001 : Powder Park : Vroni Deininger (Miriam Krause) (saison 2, épisode 18)
- 2001-2003 : Les Anges du bonheur : Gloria (Valerie Bertinelli) (saisons 8 et 9)
- 2002 : Monk : la femme agacée (Nicola St. John) (saison 1, épisode 13)
- 2002 : Parents à tout prix : Gretchen (Natasha Lyonne) (saison 2, épisode 16)
- 2002 : Buffy contre les vampires : Cleo (Jessa French) (saison 6, épisode 11)
- 2003 : Le Cartel : Ariela (María Conchita Alonso) (mini-série)
- 2003-2005 : La Caravane de l'étrange : Rita Sue Dreifuss (Cynthia Ettinger)
- 2003 : Boomtown : l'inspecteur Katherine Pierce (Vanessa Lynn Williams)
- 2003-2004 : Preuve à l'appui : Reporter TV (Leesa Severyn) (saison 3, épisode 19 et saison 4, épisode 2)
- 2004 : Monk : Julie Parlo (Rachel Dratch) (saison 2, épisode 13)
- 2004 : Dead Like Me : Penny Janaya (Yeardley Smith)
- 2004 / 2005 : Dr House : Jill (Hedy Burress (en)) (saison 1, épisode 4) et Betheny Horowitz (Meredith Eaton-Gilden)
- 2005 : Monk : Maria Disher (Susan Kellerman) (saison 2, épisode 15)
- 2006 : Hannah Montana : Josie (Debi Mazar)/Suzanne (Justina Machado)/Lisa Brody (Susan May Pratt)
- 2006 : Ghost Whisperer : Guide de la Maison Blanche (Maribeth Monroe)
- 2006 : The Shield : Peaches Pyman (Jennifer Echols) et Calida Lavreda (Carla Jimenez)
- 2006 : Mon Comeback : Valerie Cherish (Lisa Kudrow)
- 2007 : Shark : Eléna Perez (Michelle Bonilla)
- 2007 : Dernier Recours : Kimberly Sparks (Amy Anderson)
- 2007 : Psych : Enquêteur malgré lui : Elen (Katey Wright) (saison 8, épisode 4)
- 2007 : Medium : Meghan Doyle (Kelly Preston) (saison 1)
- 2007 : Cold Case : Affaires classées : Deidre Miller (Christina Sexton)
- 2007 : Skins : Bibi Kharral (Nina Wadia)
- 2008 : Damages : Carol Tobin (Ana Reeder)
- 2008 : The L Word : Janie Chen (Mei Melancon)
- 2008 : Army Wives : Marilyn Polarski (Kate Kneeland)
- 2009 : Fear Itself : Anita (Melanie Nicholls King) (saison 1, épisode 13)
- 2009 : Whitechapel : Megan Riley (Hannah Walters)
- 2009 : Criminal Investigation Bureau : Jessica McKay (Simone McAullay)
- 2009 : NCIS : Enquêtes spéciales : Amanda Barrow (Lindy Booth)
- 2009 : Matrioshki : Le Trafic de la honte : Esther van de Walle (Veerle De Jonghe)
- 2009 : Les Enquêtes de Murdoch : Ivy (Ashley Leggat)
- 2010 : Mentalist : Raquel Garcia (Sarah Hernandez)
- 2010 : Londres, police judiciaire : Angela (Jessica Gunning)
- 2010 : Head Case : Lola Buckingham (Michelle Arthur (en))
- 2010 : Castle : Michèle Langford (Senta Moses) (saison 6, épisode 14)
- 2010 : Breaking Bad : Realtor (Beth Bailey)
- 2010 : Drop Dead Diva : Lucy Tyner (Rebecca Field)
- 2010 : Royal Pains : Nikki (Pascale Hutton)
- 2010 : Warehouse 13 : Mme Richman (Marium Carvel)
- 2010-2015 : Mon oncle Charlie : Lyndsey Mackelroy (Courtney Thorne-Smith)
- 2011 : Detroit 1-8-7 : Shayna (Hedy Burress)
- 2011 : Hercule Poirot : Ms Hemmings (Beatie Edney)
- 2011 : Jackson Brodie, détective privé : Deborah Arnold (Zawe Ashton)
- 2011 : FBI : Duo très spécial : Helen Anderson (Jayne Atkinson)
- 2011-2013 : Switched : Armanda Burke (Meeghan Holaway (en))
- 2012 : Unforgettable : Karen (Tracy Sallows) (saison 1, épisode 22)
- 2012 : Veep : Sophie Brokheimer (Marie-Catherine Garrison)
- 2012 : Line of Duty : Rita (Alison Lintott)
- 2012 : Spy : Paula Abdul (Rosie Cavaliero)
- 2012 : La Loi selon Harry : Xéni Torrès (Carla Jimenez)
- 2012 : Titanic : Margaret Brown (Linda Kash) (mini-série)
- 2013 : Bones : Becky Conway (Jenica Bergère) (saison 5, épisode 17)
- 2013 : Person of Interest : Marianne Nickols (Kelly Coffield Park)
- 2013 : Anger Management : Shelley Trahan (Rebecca Ann Jonhson)
- 2013 : Suits : Avocats sur mesure : Lucille Jakson (Paula Newsome)
- 2013 : Breakout Kings : Candice Barrett (Jessica Tuck)
- 2013 : American Horror Story : Queenie (Gabourey Sidibe)
- 2013 : Borgen, une femme au pouvoir : Nete Bush (Julie Agnete Vang Christensen)
- 2013 : Little Dorrit : Flora Gasby Finching (Ruth Jones)
- 2013 : Flashpoint :  Nina (Catherine Disher)
- 2013 : Esprits criminels : Sera Morrison (Sophie Bairley) (saison 8, épisode 14)
- 2013 : Dostoïevski : Irina Rozanova (Lizaveta Kroukovskaia) (mini-série)
- 2013 : The Fall : Mary McCurdy (Siobhan McSweeney)
- 2014 : Inspecteur Barnaby : Clara Trout (Joanna Scanlan) (saison 16, épisode 5)
- 2015 : Unforgettable : Rosie Webb (Rachel Dratch)
- 2018 : Meurtres au paradis : Eva Ingram (Katy Wix) (saison 7 épisode 6)
- 2020 : AJ and the Queen : Beth (Terryn Westbrook)
- 2020-2024 : Miss Scarlet, détective privée (en) : Mme Parker (Helen Norton)

#### Séries d'animation
- 1979-1980 : King Arthur : Guenièvre
- 1990-1992 : Les Tiny Toons : Elmyra Duff
- 1991-1995 : Taz-Mania : Molly, le diable de Tasmanie / Constance, la koala
- 1993-1994 : Animaniacs : Elmyra Duff / la mère de Mindy
- 1994-1997 : Drôles de Monstres : Oblina
- 1996-1997 : Sky Dancers (en) : Angelica )
- 1998 : Minus, Elmyra et Cortex : Elmyra Duff
- 1999 : Batman, la relève : Mary McGinnis / Bobbi « Blade » Summer
- 1999-2000 : Roswell, la conspiration : Dr Marina Petrovic
- 2001 : La Légende de Tarzan : Jamila
- 2003 : Hamtaro
- 2003-2004 : Duck Dodgers : la reine Tyr'ahnée
- 2007 : Roary, la voiture de course
- 2008 : Blaise le blasé  : Violaine Voula / Zoé
- 2008-2009 : Le Monde selon Tim
- 2014 : La Forêt de l'Étrange : La tavernière
- 2014-2021 : Tom et Jerry Show) : Ginger

### Jeux vidéo
- 2014 :  Watch Dogs : voix additionnelles
- 2015 : Dying Light : Martha